# Valeria Fedrighi
Valeria Fedrighi (Negrar, 5 settembre 1992) è una rugbista a 15 italiana, seconda linea del Tolosa.

## Biografia
Giunta al rugby nel 2011 a 19 anni dopo un passato nella pallavolo, entrò nelle femminili a sette del Verona; nel 2016 fu in prestito alla formazione a quindici del Riviera e nel febbraio 2017 fu convocata nell’Italia femminile per il Sei Nazioni, durante il quale debuttò contro l’Inghilterra.
Con solo 3 presenze all’attivo fece parte della squadra che disputò la Coppa del Mondo di rugby femminile 2017 in Irlanda; nell'autunno 2017 fu ingaggiata in Inghilterra dalla sezione femminile del Saracens con cui vinse nel 2018 il titolo nazionale.
Al 2025 è convocata alla sua terza Coppa del Mondo.
È laureata in Beni culturali presso l’Università di Verona.

## Palmarès
- Campionati inglesi : 1
Saracens Women: 2017-18